# Андраш Катона
Андраш Катона (угор. András Katona, 20 лютого 1938) — угорський ватерполіст.
Бронзовий призер Олімпійських ігор 1960 року.